# Libys
Libys (Münster, 1842) è un genere di pesci ossei estinti, appartenenti ai celacanti. Visse nel Giurassico superiore (Kimmeridgiano - Titoniano, circa 150-145 milioni di anni fa) e i suoi resti fossili sono stati ritrovati in Germania, nel giacimento di Solnhofen.

## Descrizione
Questo animale possedeva un corpo eccezionalmente tozzo, soprattutto se messo in relazione ad altri celacanti del periodo come Undina e Holophagus. Libys poteva raggiungere i 60 cm di lunghezza essendo quindi un celacanto di medie dimensioni. Il cranio era corto e alto, e le ossa craniche erano prive di ornamentazione. Le scaglie erano coperte da un'ornamentazione costituita da corte creste. Le pinne pettorali erano piuttosto lunghe, mentre quella caudale era notevolmente corta e alta.

## Tassonomia
- Libys polypterus (Münster 1842)
- Libys superbus (Zittel, 1887)

Libys è stato descritto per la prima volta nel 1842 da Münster, che lo ascrisse al gruppo dei celacantidi. La specie Libys polypterus venne istituita come specie tipo, sulla base di resti frammentari. In seguito venne descritta un'altra specie basandosi su esemplari completi, ma la maggior parte degli studiosi ritiene che queste due forme siano in realtà da considerare conspecifiche.